# Овечна
Овечна — річка  в Україні, у  Погребищенському й Калинівському районах Вінницької області, ліва притока  Десни (басейн Південного  Бугу).

## Опис
Довжина річки 6,5 км. Площа басейну = 18,6 км². У річку впадає кілька безіменних струмків, споруджено ставки.  

## Розташування
Бере  початок у селі Григорівці. Тече переважно на  північний захід і у селі Дружне впадає у річку Десну, ліву притоку Південного Бугу.